# Хомяков, Николай Алексеевич
Николай Алексеевич Хомяков (1850, Москва, Российская империя — 1925, Дубровник, Королевство СХС) — государственный деятель Российской империи, член Государственной думы II, III и IV созывов от Смоленской губернии. Председатель Государственной думы III созыва (1907—1910). Действительный статский советник (1895).

## Биография
Происходил из потомственных дворян Смоленской губернии. Родился 19 (31) января 1850 года в Москве в семье славянофила А. С. Хомякова и Е. М. Хомяковой, крестник Н. В. Гоголя. 

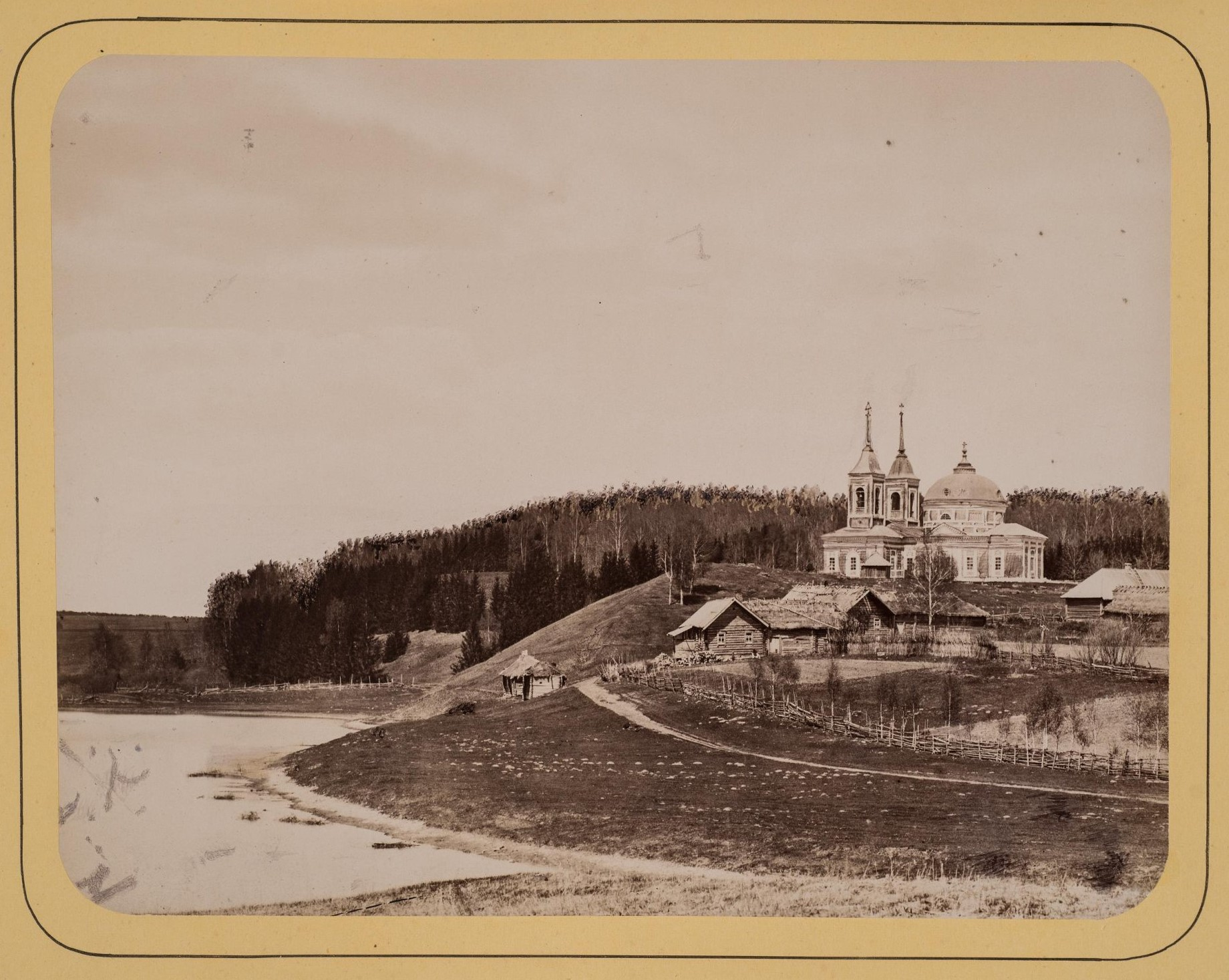
Усадьба Липицы
(Смоленская губ.), 1880-е гг.

С 1869 по 1874 годы учился в Московском университете, окончил юридический факультет со званием действительного студента.
В 1877 году был избран в почётные мировые судьи Сычёвского уезда — был владельцем усадьбы Липицы. В Русско-турецкую войну 1877—1878 годов состоял уполномоченным Красного Креста при Закавказской армии.
В 1880—1886 годах — сычёвский уездный предводитель дворянства. С 1886 по 1896 годы — смоленский губернский предводитель дворянства. С 1894 года — член Сельскохозяйственного совета при Министерстве земледелия и государственных имуществ. С 9 февраля 1896 года по 14 марта 1901 года исполнял обязанности директора Департамента земледелия в том же министерстве.
В 1902 году вышел в отставку, уехал в Смоленскую губернию, где вскоре был вновь избран предводителем дворянства Сычёвского уезда.

### Государственная дума

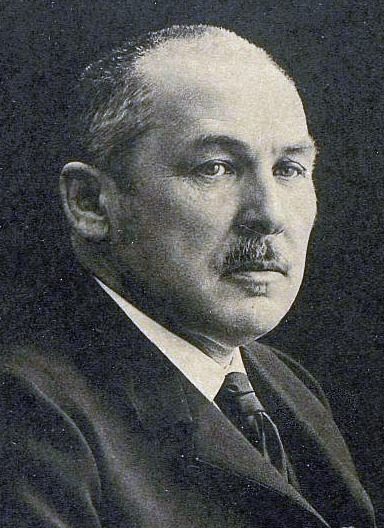
Н. А. Хомяков, 1910

В 1906 году избран членом Государственного совета от дворянских обществ Смоленской губернии. В том же году выступил в качестве одного из основателей партии октябристов, впоследствии став одним из её лидеров. Был избран в Государственную думу II созыва и был кандидатом на пост председателя думы; по результатам голосования набрал 91 голос и уступил кандидату от кадетов Ф. А. Головину.
С 1 ноября 1907 года по 4 марта 1910 года — председатель Государственной думы III созыва. При формировании президиума Думы выступал за "блокирование" с кадетами, пытался провести в качестве товарища председателя Думы "правого" кадета В. А. Маклакова, чего не смог добиться из-за переговоров А. И. Гучкова, графа А. А. Уварова и М. В. Родзянко с правыми . На своём посту демонстрировал внепартийность (формально объявил себя беспартийным) и независимость своей позиции. В отличие от большинства депутатов-октябристов, Хомяков был противником военно-полевых судов и аграрной политики П. А. Столыпина, сторонником сближения России и Британии: в 1909 году он возглавил думскую делегацию, посетившую короля Эдуарда VII и Палату Общин британского парламента.
После раскола фракции октябристов в IV Думе состоял в группе «Союза 17 октября».

### Постреволюционный период

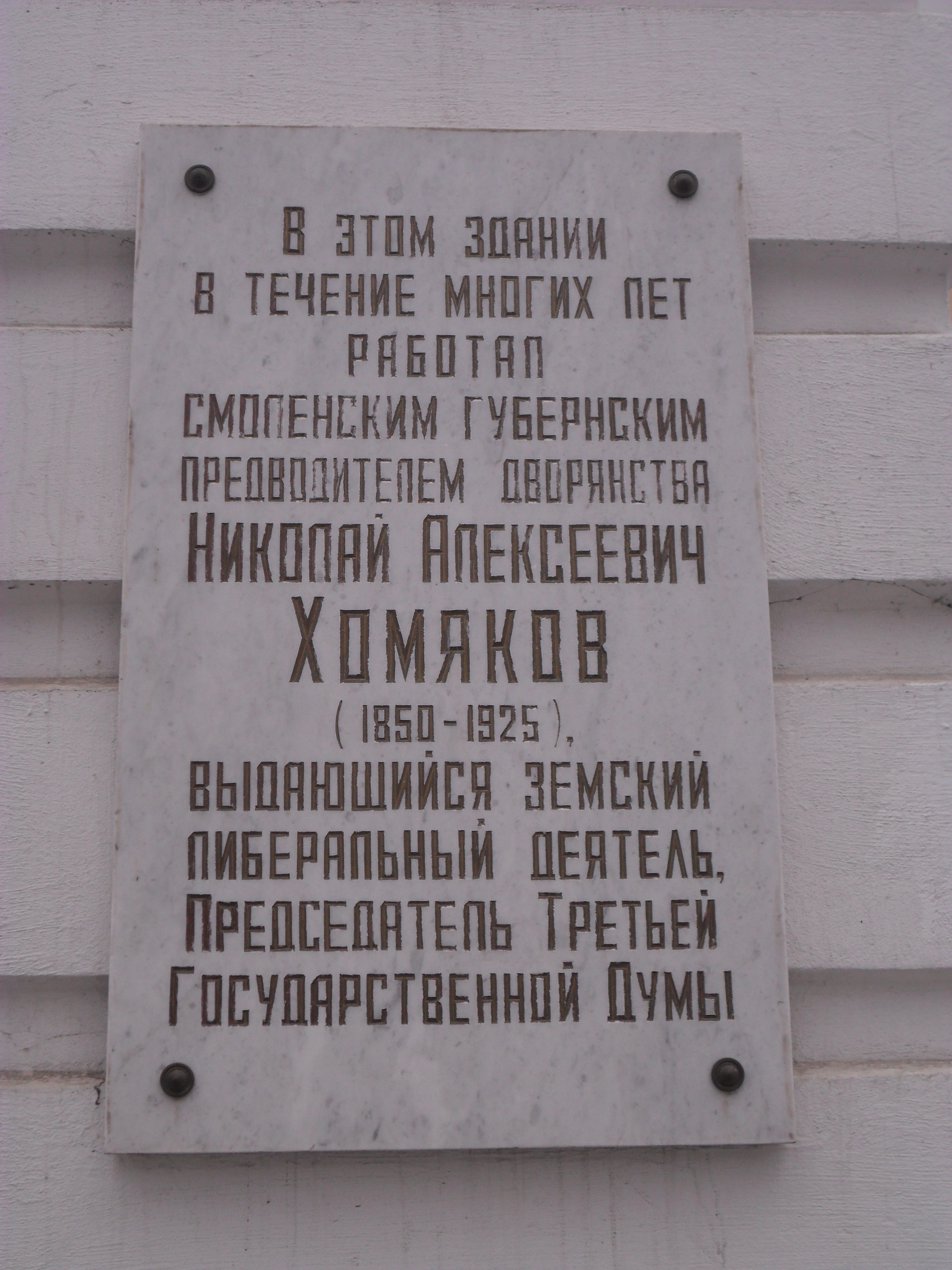
Мемориальная доска Хомякову на улице Глинки в Смоленске.

В 1918—1920 годах участвовал в Белом движении. Входил в состав русской делегации в Яссах в ноябре 1918 года, затем возглавлял деятельность Общества Красного Креста в Добровольческой армии и Вооружённых силах Юга России. После окончания Гражданской войны эмигрировал в Королевство сербов, хорватов и словенцев, где и жил до самой смерти. Умер 28 июня 1925 года в Дубровнике.

## Награды
- Орден Святого Владимира 4-й ст.
- Сербский Орден Святого Саввы 1-й ст.

## Библиография

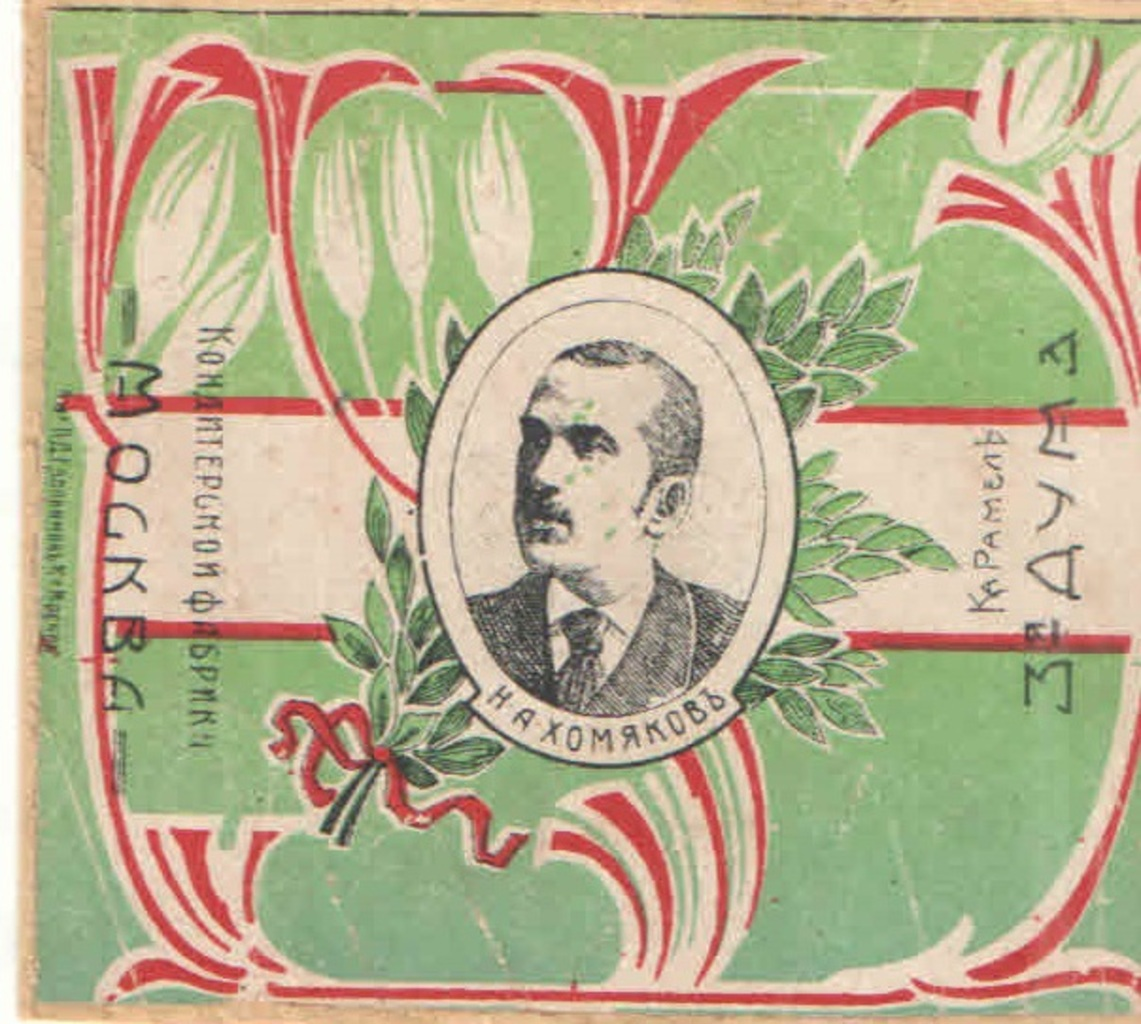
Этикетка карамели «3-я Дума» с портретом Н.А. Хомякова

## Семья
Был женат, имел четверых детей.